# Beulah (Michigan)
Beulah falu az USA Michigan államában, Benzie megyében, melynek megyeszékhelye is. Lakosainak száma 313 fő (2020. április 1.).

## Népesség
A település népességének változása:
| Lakosok száma | 378  | 342  | 313  |
|               | 1940 | 2010 | 2020 |